# Izabela Czartoryska

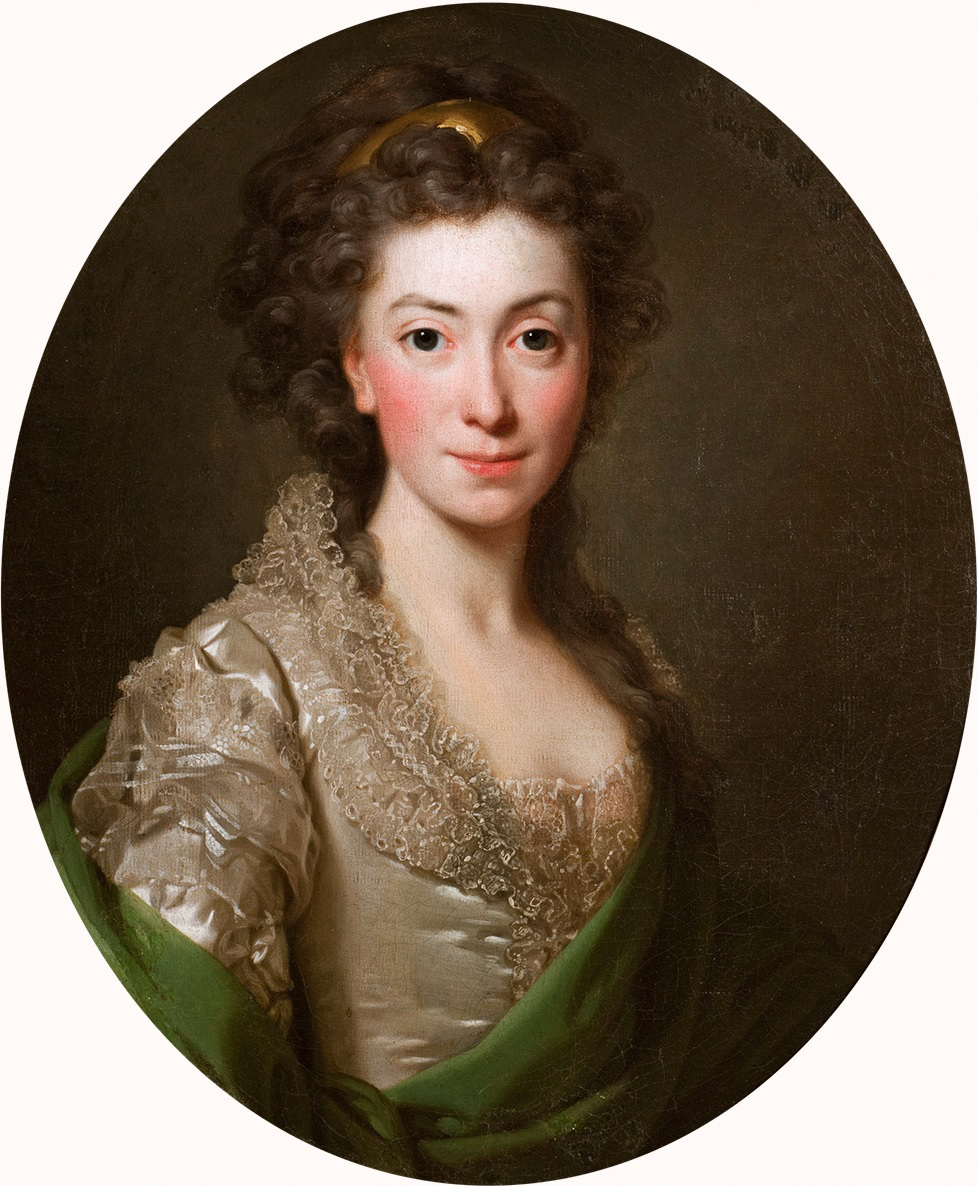
Izabela Czartoryska (1774). Oljeporträtt av Alexander Roslin, Marynka palatset, Puławy.

Izabela Czartoryska, född Izabela Fleming 3 mars 1746, död 15 juli 1835, var en polsk (adlig) furstinna, salongsvärd, författare, konstsamlare och grundare av Czartoryskimuseet i Kraków (1796). Hon var politiskt aktiv och känd för sina många kärleksaffärer.

## Tidigt liv
Izabela var den enda dottern till greve Jerzy Detloff Fleming och furstinnan Antonina Czartoryska. Hennes far var från Svenska Pommern och talade polska dåligt, men var aktiv inom Polens politik som medlem av partiet Czartoryski. Hon växte upp i Warszawa och på slottet i Wolczyn nära Brest. Den 19 november 1761 vigdes hon vid sin rike släkting generalguvernör furst Adam Kazimierz Czartoryski, som var känd för sitt intresse för kultur och konst och var verksam som författare och konstkritiker. Äktenskapet hade arrangerats för att förena parternas respektive mäktiga familjer. Paret tillbringade somrarna i Oleszyce (nu Podkarpackie) och vintrarna i Blå Palatset i Warszawa. Hon hade en dålig relation till maken och sin svägerska Isabella Lubomirska, men fick ett bra förhållande till makens kusin, Stanislaus Poniatowski. Hon åtföljde maken på flera resor runt i Europa som omtalades eftersom hon på dem var klädd i manskläder. Paret besökte bland andra salongerna i Paris och Jean-Jacques Rousseau.

## Politiskt inflytande
Vid det polska kungavalet 1763 förespråkade Czartoryskis parti Familia hennes man som kandidat, men detta oroade Ryssland, som var rädda för att den mäktiga, rika och bildade familjen skulle upphäva de regler som höll Polen kvar i ett ryskt beroende. Därför nominerades i stället makens kusin Stanislaw II August Poniatowski, som också var en medlem av Familia, till kung, medan Izabelas make blev marskalk i sejmen. Paret Czartoryski intog en ledande plats i det polska societetslivet i Warszawa; de satte bland annat upp amatörteatern Théâtre de Société i Casimirpalatset (1765). Izabela själv var aktiv som amatörskådespelare och blev en av societetens ledande medlemmar och en omtalad skönhetsikon. 
Relationen till maken blev bättre några år efter vigseln och de inledde så småningom ett harmoniskt och vänskapligt förhållande som varade livet ut; 1765 föddes deras dotter. Deras relation var dock inte exklusiv, och Izabela blev välkänd för sina uppmärksammade kärleksaffärer. Hon hade från 1765 ett förhållande med sin makes kusin, kung Stanislaw August Poniatowski. Förhållandet var allmänt känt och accepterat av hennes make, som själv hade egna förhållanden och som brukade göra makan sällskap till slottet då hon mötte kungen. Hennes dotter Maria Anna, född i mars 1768, antogs hon allmänt ha fått tillsammans med kungen. Izabela hade parallellt ett förhållande med Rysslands ambassadör, Nikolaj Repnin; Repnins uppgift var att förhindra reformförsök i Polen, och kungen och Izabelas man försökte utnyttja hennes relation med Repnin för att påverka honom. Repnin ställde 4 mars 1767 till skandal genom att hyra teatern för en kväll och stänga den för alla utom för honom, Izabela och den franska legationen. Den 14 oktober 1767 övertalade hon kungen att låta Repnin landsförvisa biskopen i Krakow, Kajetan Soltyka, efter att hon fått höra om hans planer att utropa korståg mot oliktänkande. 
Repnins inflytande i den polska politiken ledde till bildandet i februari 1768 av Centralförbundet och ett adligt uppror. Paret Czartoryski reste då till Paris och Repnin återkallades till Ryssland. I Paris födde hon 1770 sin förste son, Adam Jerzy Czartoryski. Repnin följde snart efter paret och återupptog sin relation till Izabela. Izabela följde 1772 sin man till London, där hon hade ett förhållande med Armand Louis de Gontaut de Lauzun, samtidigt som hennes relation till såväl Repnin som maken pågick. Czartoryska besökte Spa med sina tre manliga partners och därefter Paris 1773, där hennes relation till Repnin avslutades.

## Återkomst till Polen
År 1774 återvände Izabela till Polen med sin man och älskare Lauzun. Då hon födde sin son med Lauzun var Lauzun närvarande, gömd i en garderob. Relationen till Lauzun avslutades då hon inledde ett förhållande med bland andra Francis Xavier Branicki. Lauzun publicerade senare memoarer där han i detalj beskrevs förhållandet med Izabela. 
Izabela Czartoryska tillbringade mycket av sin tid på lustslottet Rezydencja Czartoryskich na Powązkach utanför staden, som blev berömt; dess park var full med imiterade ruiner, dess byggnader var utåt enkla bondstugor med halmtak medan de på insidan var inredda med enorm lyx. särskilt berömt blev hennes badrum. Slottet förstördes 1794. År 1782 avled svärfadern, och maken kom i konflikt med kungen då han inte fick efterträda fadern i hans post som ryskt sändebud. 
År 1784 drogs paret in i en konflikt med kungen. Maria Anna d'Ugrumoff, som ville provocera fram en öppen brytning mellan Czartoryska och kungen, talade om för båda parter att motparten planerade att göra sig av med honom via lönnmord. Czartoryski anklagade då kungens butler Francis Ryx och general Komarzewski för mordplaner. Affären ledde till svåra oroligheter i Warszawa, där invånarna tog parti. Processen slutade med fängslande av d'Ugrumoff för förtal. Paret Czartoryski lämnade därefter Warszawa och flyttade till slottet i Puławy. Slottet i Puławy blev ombyggt, kallat "Polens Aten" och centrum för ett eget hov i opposition till kungen. År 1786 uppsatte Izabela Czartoryska en omtalad opera i Puławy, där hon gjorde rollen som en mor som försvarade det antika Spartas oberoende, något som väckte uppståndelse eftersom det tolkades som ett politiskt inlägg. Nidvisor skrevs om henne med anledning av detta. 
Under det stora reformparlamentet 1788-92 deltog hon ivrigt i politiken och krönte de ledamöter som hade hennes förtroende med lagerblad. Maken skickade 1790 henne till England för att hålla henne utanför politiken. Hon återvände till Polen 1791. Under kriget hade hon ansvaret för familjens egendom och lyckats försvara den från plundring. Hon utpekades som en av initiativtagarna till Thaddeus Kosciuszkos uppror 1793, men hennes roll är troligen överdriven. Hon befann sig i London vid tiden för upproret, och då hon ville återvända internerades hon i Bryssel på begäran av maken, som ville hålla henne utanför.

## Senare liv
Efter den ryska ockupationen reste hon och maken på inrådan av hennes förre älskare Repnin till Sankt Petersburg, och lyckades 1795 få sin egendom undantagen från konfiskation. Slottet i Puławy hade dock bränts, och paret tillbringade de följande åren med att återuppbygga det. De var vänner till Alexander I av Ryssland; år 1805 hade maken och Alexander kommit överens om ett framtida återupprättande av Polen. År 1809 blev Puławy en del av hertigdömet Warszawa, och paret mottogs i audiens av dess monark och gavs en del inflytande i styret. Izabela, vars make var medlem i frimurarna, upprättade en kvinnlig frimurarloge. 
Då hertigdömet Warzsawa avskaffades och Rysslands välde i Polen återupprättades 1812 skyddades parets egendom, eftersom de var personliga vänner till tsaren. Paret drog sig vid denna tid tillbaka till landet. Izabela grundade under denna tid på sina egendomar både den första folkskolan och den första lärarhögskolan i Polen. Under upproret mot Ryssland 1831 plundrades egendomen i Puławy av ryska trupper, som dock länge undvek själva slottet, där Izabela gav skydd åt allmänheten. Efter upproret konfiskerades egendomen av Ryssland och Izabela bosatte sig i Wysock i Galizien med sin dotter.